# Спрут 4
«Спрут 4» (итал. La Piovra 4) — четвёртый мини-сериал телеэпопеи «Спрут» о борьбе с итальянской мафией. Сериал имел огромную популярность. Последняя серия «Спрута 4» имела в Италии рейтинг, сравнимый с финалом Чемпионата мира по футболу.

## Сюжет
Студент-старшекурсник Маурицио Треви поступил на службу в полицию Милана, чтобы заработать на дальнейшее обучение. Его встречают агенты Джуньи и Квадри. В первый же день они принимают участие в операции комиссара Каттани по аресту банды, державшей детей в подвале, для последующей продажи за границей.
Каттани живёт горькими воспоминаниями о Джулии Антинари, главной наследнице банка «Antinari» и капиталов семьи Антинари. После их расставания она возглавила семейное дело, но затем погибла в результате несчастного случая. Каттани подозревает, что за смертью Джулии стоит Тано Каридди, прибравший к рукам банк «Antinari».
Переехавший из Сицилии в Милан банкир Каридди проводит благотворительный вечер, посвящённый реставрации за счёт банка картины Джотто, где знакомится с юной красавицей Эстер, дочерью Филиппо Рази, председателя правления общества «Международное страхование» (Assicurazioni Internazionali). Неизвестный, скромно одетый мужчина является на вечеринку и представившись как «Ачедуцу» (с сицил. «Пташка») расстреливает в упор владельца казино Антонио Тиндари, по данным полиции, тесно связанного с мафией. Гости в ужасе разбегаются, полиция окружает здание. Приехавший на вызов Каттани входит в зал, убийца наводит на него пистолет, но комиссар хладнокровно подходит вплотную и разоружает преступника. Каттани догадывается, что убийца рассчитывал, что полиция убьёт его при задержании и устанавливает его личность — Сальваторе Фроло. Постепенно Фроло рассказывает историю своей жизни и падения: юношей, чтобы вернуть угнанный мотоцикл, он обратился к местному дону — и мотоцикл вернули, но сам Фроло стал должником мафии и постепенно увяз. В итоге ему поручили совершить убийство, а когда он отказался, его жену и маленькую дочь сожгли заживо в автомобиле. Фроло пятнадцать лет провёл в психиатрической лечебнице. Выйдя из лечебницы, он решил отомстить организатору убийства своих жены и дочери — Тиндари, поднявшемуся за это время до владельца казино.
Тано Каридди встречается со своим покровителем, главой Семьи сицилийской мафии — Кукольником. Каридди жаждет завладеть контрольным пакетом акций группы Assicurazioni Internazionali (Международное страхование). В качестве награды Каридди просит банк «Антинари» и дерзко заявляет о желании больше не иметь никаких дел с мафией. Кукольнику много лет, он всю жизнь страдает от последствий полиомиелита и живёт в тайном убежище, действуя через младшего брата Сальво и телохранителя Сантуццо. Кукольник устраивает побег Кемалю Ифтеру, и вынуждает его передать принадлежащий ему ливанский пакет акций Assicurazioni Internazionali банку «Antinari». Гордый турок жаждет отомстить, он выходит на Каттани и рассказывает комиссару о готовящемся мошенничестве: человек мафии должен выиграть крупную сумму денег в казино Тиндари. Ифтера и его адвоката убивают, Каттани находит листок, где изображён треугольник с фамилиями "Фроло — Тиндари — де Пизис"
Неожиданно для полиции мафия разворачивает настоящую охоту на Фроло. Сначала подкладывают бомбу в больницу, но Каттани в последний момент спасает Фроло. Комиссар гадает, почему бывший пациент лечебницы для душевнобольных стал столь интересен мафии, что его так настойчиво пытаются убрать. Фроло и сам не знает ответа, но, чувствуя опасность, просит Каттани, если тому доведётся побывать на Сицилии, найти и посетить могилу его дочери. Каттани даёт обещание. Группа Каттани перевозит Фроло в тюрьму города Алессандрия, конвой попадает в засаду людей Кукольника. Трое карабинеров и один из людей Каттани погибают. Фроло остаётся жив, но ранен и полностью парализован, он не может даже говорить...
Дело Фроло сводит комиссара с судьёй Сильвией Конти. После некоторого периода недопонимания и конфликтов Сильвия и Каттани становятся союзниками и друзьями.
В ходе расследования смерти Тиндари Каттани начинает общаться и с Эстер Рази. Эстер, восхищенная храбростью Каттани при задержании Фроло, влюбляется в неприветливого комиссара, но он не может ответить ей взаимностью — его сердце всё еще скорбит по тем, кого он любил и потерял, и он не хочет новых привязанностей.
Каридди тем временем продолжает удерживать контроль над банком «Antinari». После смерти Джулии единственной наследницей семьи остаётся маленькая сирота Грета Антинари. Каридди подаёт документы на установление над ней опекунства. Каттани считает, что Каридди собирается убить и девочку. Ворвавшись в дом Каридди, комиссар угрожает, что если с Гретой что-то случится, то он плюнет на всё и пустит Тано пулю в лоб. Охранники Каридди избивают комиссара. На слушания по установлению опекунства неожиданно приходит старый знакомый Каттани — монах-францисканец брат Бернардо, основатель небольшого сиротского приюта. Бернардо тотчас находит контакт с нелюдимой Гретой. Судья решает оставить акции Греты в управлении Каридди, а девочку передать в приют Бернардо, где она сможет общаться с другими детьми (как раз теми самыми, которых освободил Каттани в начале событий). Забота о Грете очень сближает комиссара Каттани и прокурора Конти.
Каридди знает, что глава компании Assicurazioni Internazionali Филиппо Рази, отец Эстер, славится своей абсолютной неподкупностью. Рази выстроил систему, исключающую получение кем-либо полного контроля над компанией, что мешает планам Каридди. Чтобы подобраться к Assicurazioni Internazionali Каридди прибегает к помощи коррумпированного сенатора Этторе Салимбени. Салимбени выводит Каридди на Антонио Эспинозу — вышедшего в отставку высокопоставленного чиновника, а ныне бизнесмена, коллекционера и известного хранителя разного рода компрометирующей информации. Эспиноза передаёт Каридди запись давнего телефонного звонка, который может погубить честное имя и карьеру Филиппо Рази. Взамен Эспиноза через Каридди просит у мафии один безлюдный, изрытый старыми шахтами маленький остров около Сицилии. Каридди и Кукольник недоумевают, зачем Эспинозе понадобился этот остров, но вскоре узнают, что он хочет захоронить на нём огромное количество ядерных отходов из других стран. Кукольник категорически отказывается от этого предложения. Вся операция по завладению Assicurazioni Internazionali оказывается под угрозой.
Каридди посылает Рази полученную от Эспинозы плёнку с записью телефонного звонка, которым много лет назад предупредили, чтобы он не летел в одном самолёте со своим шефом, инженером Валенти. Самолёт инженера был взорван, а Рази занял место Валенти. Рази соглашается помочь Каридди. Однако, он не может ввести его в совет директоров компании из-за слухов о связи Каридди с мафией. Тано предлагает заключить фиктивный брак между ним и Эстер: когда Тано станет зятем Рази — все вопросы к их союзу отпадут сами собой. Эстер, не понимая всего, но чувствуя, что над её отцом нависла некая угроза, соглашается выйти за Тано, хотя её сердце по-прежнему принадлежит комиссару Каттани. Вскоре после свадьбы она понимает, что сдержанный и холодный Тано всё-таки влюблён в неё. Однако чувства к Эстер не мешают Каридди добиваться своих целей, вынуждая её отца идти на новые уступки.
Помощником Каттани становится журналист Фаэтти. Он идёт по следу, пытаясь докопаться до прошлого Фроло. Много лет освещавший криминальную хронику на Сицилии и потерявший своего брата-судью в войне с мафией, Фаэтти отошёл от журналистских расследований, переехал в Милан и стал издателем эротического журнала. Встреча с комиссаром заставила его осознать никчёмность его нынешней работы. Годами пытавшийся спиртным и сексом заглушить горькие воспоминания, журналист понимает правоту Каттани. В память о брате и всех жертвах мафии, Фаэтти, участвует в расследовании причин охоты на Фроло, даже поставив на кон свою жизнь. «Только не беги, комиссар, когда за тобой придут» — говорит Фаэтти Каттани, — «Убежать всё равно никому не удавалось, а так противно было смотреть на простреленную спину моего брата… Я вот не побегу». Фаэтти выходит на боевиков Сальво, Каттани едва успевает к нему на помощь. Один из бандитов арестован, Треви узнаёт в нём одного из нападавших на конвой. За покушениями на Фроло действительно стоял Кукольник, но даже его подручным неизвестны их причины.
Фаэтти выходит на вдову убитого Антонио Тиндари. После смерти мужа она лишилась всех доходов. В обмен на крупную сумму, состоящую из его личных финансовых накоплений, Фаэтти удаётся уговорить её раскрыть секрет Сальваторе Фроло. Но расследование журналиста уже давно отслеживается — в момент решающего разговора в дом Тиндари врывается убийца Сантуццо и расправляется с обоими. Каттани спешит на место преступления, где находит ещё живого Фаэтти, протягивающего комиссару старую фотографию, которую ему передала вдова Тиндари: на ней изображена некая девочка. Каттани понимает, что в его руках ключ к раскрытию тайны Фроло. Экспертиза восстанавливает на карточке печать одной сицилийской фотостудии. Отправившись на Сицилию и найдя фотостудию, Каттани начинает подозревать, что на фотографии изображена дочь Фроло, но она выглядит гораздо старше возраста, в котором погибла… Каттани и Сильвия Конти идут по следу, добиваются вскрытия могилы, в которой похоронена дочь Фроло, и убеждаются в том, что она пуста, а значит, девочка жива. Ей должно быть около 18 лет. Продвигаясь дальше, Сильвия и Коррадо выходят на приют, куда девочку, считавшуюся убитой вместе с матерью, привез Тиндари. Но вскоре ей дали другое имя и увезли из приюта…
Филиппо Рази отправляется к Антонио Эспинозе, предлагая ему 12 % акций Assicurazioni Internazionali, если он сумеет остановить Каридди, но Эспиноза отвечает отказом. Понимая безвыходность своего положения и не желая тем не менее участвовать в махинациях мафии, Рази в сочельник прощается с дочерью и кончает с собой. Эстер, нашедшая тело отца и догадывающаяся, что виновником его самоубийства являются тёмные дела, в которые доктора Рази втянул Тано, решает отомстить. Она делает вид, что ищет любви и защиты своего нового мужа после гибели отца, притворяется влюблённой в Тано и отдаётся ему. В то же время Эстер следит за ним, выкрадывает бумаги из его сейфа и передаёт всю информацию Каттани. Тано, всегда холодный и циничный, под влиянием любви к Эстер раскрывается с неожиданной стороны. Он рассказывает ей о своём непростом детстве и жизненном пути, проявляет нежность. Обнаруживается, что Тано также испытывает привязанность к Грете Антинари и искренне сожалеет, что не получил над ней опеку. Он тайно делает роскошный подарок сиротскому приюту. Но сердце страстно желающей мести Эстер ничто не может смягчить, она испытывает отвращение каждый раз, когда ложится с Тано в постель, хотя тщательно скрывает это. Эстер роется в бумагах Тано и в записной книжке обнаруживает странный перечень, больше похожий на шифр. Переписав информацию, она передает её Каттани.
Каттани арестовывает советников городского собрания Милана. Советник Бини соглашается сотрудничать с полицией и рассказывает комиссару, что их подкупил Салимбени. Сенатор отвергает обвинения, заключённые, угрожая Бини смертью и расправой над его семьёй, заставляют его написать письмо против Каттани. Это приводит к прекращению дела против Салимбени и временному отстранению комиссара от службы.
День за днём атмосфера в Милане становится более напряжённой: помимо покушений на Фроло совершено нападение и на судью Сильвию Конти. Её непримиримая позиция по отношению к членам мафии приводит к тому, что Сальво похищает её, избивает и насилует с целью устрашения. Каттани прикладывает все усилия для возвращения Сильвии к нормальной жизни, пока её муж, сенатор Эрнесто Конти, брак с которым находится уже на грани распада, работает в Риме в Комиссии по противодействию преступности. Каттани и Сильвия понимают, что любят друг друга. По возвращении мужа из Рима Сильвия признаётся, что им надо расстаться. Советник Бини, собираясь бежать за границу передаёт Эрнесто Конти документы, разоблачающие сенатора Салимбени. Хороший и честный человек, Эрнесто большую часть жизни занимался биологией и был совсем неопытен в борьбе с мафией и коррупцией. Не имея возможности спросить ни у кого совета после расставания с женой, он решает направиться прямо к сенатору Салимбени, разоблачить его и вынудить подать в отставку, чем совершает роковую ошибку. Салимбени сообщает мафии о наличии у Эрнесто Конти компромата, и сенатора Конти в тот же день убивают, замаскировав убийство под отравление бытовым газом.
Несмотря на всю свою страсть к Эстер, Тано поручает водителю следить за ней. Водитель замечает, как Эстер встречается с Каттани. Вместо того чтобы сообщить хозяину, водитель приводит Эстер к себе домой, требует у неё денег и секса. Наткнувшись на отказ, он пытается изнасиловать Эстер, но получает пулю из пистолета, полученного девушкой от Каттани. Полиция устанавливает кому принадлежал пистолет, на комиссара начинается охота. Коррадо укрывают его подчинённые: Треви, Квадри и Джуньи. Сильвия Конти приезжает в тайное убежище Каттани и проводит с ним ночь. Каттани сосредотачивается на поиске дочери Фроло.
Тано просит Сальво в обход Кукольника организовать ему встречу с Куполом — главами мафиозных семей. Тано рассказывает о себе и своих планах и получает согласие на сделку по захвату Assicurazioni Internazionali и передачу острова. Сальво давно уже хочет сесть на место старшего брата, поэтому он помогает Тано и подкупает Сантуццо, чтобы убить Кукольника. Но Кукольник, известный своей дальновидностью, уже давно предвидел это, и согласие Сантуццо было частью плана старого дона: в итоге погибает сам неблагодарный Сальво.
Комиссару Каттани и агенту Маурицио Треви удается расшифровать записи из блокнота Тано — это перечень городов, но не ясно, что он означает. Эстер, зная, что отец перед смертью посетил Эспинозу, едет к нему на виллу. Она дарит ему принадлежавшую покойному отцу антикварную куклу, которую Эспиноза жаждал получить. Эспиноза уходит от правдивых ответов, но Эстер замечает на его столе тот же самый перечень городов, что был в блокноте Тано, и выясняет, что это маршрут некоего поезда.
В Швейцарии комиссар находит молодую девушку, Лореллу де Пизис, дочь Фроло. Он сообщает, что с её отцом случилось несчастье, но та с недоумением отвечает, что каждый вечер разговаривает с отцом по телефону. Каттани привозит девушку в в Милан, в приют Бернардо и просит её пригласить на встречу отца, чтобы выяснить, кто он. На встречу приезжает Кукольник в сопровождении Сантуццо. Он и есть таинственный де Пизис. Кукольник рассказывает Каттани, что жену Фроло убили бандиты из новой волны мафии. Но маленькую девочку из горящей машины спас Тиндари, а сам Кукольник, не имеющий семьи, живущий только делами мафии, расчетливый и жестокий человек, неожиданно проникся к малышке и удочерил её. Он просит Каттани не рушить мир девушки: если рассказать ей правду, то она лишится обоих своих отцов - и названного, и кровного. Взамен он обещает рассказать всю историю мафии и назвать все имена. В этот момент в приют является отряд боевиков: конкуренты Кукольника из числа мафиозных донов жаждут его головы. Бандиты поджигают приют и требуют выдать Кукольника. Каттани выводит Кукольника, но фанатично преданный старому дону Сантуццо выхватывает автомат у Треви и бесстрашно выскакивает во двор, поливая бандитов пулями. Каттани и Треви сажают в автобус всех, включая Кукольника, Лореллу, Сильвию и детей, и пытаются скрыться от бандитов... Каттани приказывает Треви затормозить, машина бандитов врезается в автобус и Каттани меткой очередью прошивает бандитов.
Агент Джуньи разоблачает предателя — секретаря прокуратуры, под нажимом тот сообщает мафии, что Кукольник был убит в перестрелке. Кукольник даёт показания и разрешает Сантуццо говорить.
Тем временем, полиция, получив от Эстер информацию о поезде, задерживает состав с радиоактивными отходами.
Тано успешно проводит операцию по завладению контрольным пакетом акций Assicurazioni Internazionali. Он возвращается домой триумфатором, но Эстер, следившая весь день за информацией с фондовых рынков, открывает ему, что ненавидела его со дня смерти своего отца, в которой он повинен, что ей были противны его объятия и поцелуи, и что она следила за ним, передавая всю информацию комиссару Каттани. Поражённый в самое сердце Каридди набрасывается на жену. Когда на виллу приезжает Каттани, он находит лишь тело Эстер и невменяемого Каридди.
Комиссар наносит визит Эспинозе. Тот уже в курсе провала операции с поездом и готовится улететь за границу. В том, что вскоре конфликт вокруг сорванной операции уляжется и его услуги снова понадобятся, Эспиноза не сомневается. Каттани обещает ему следить за ним и приложить все усилия, чтобы отправить за решётку. В ответ Эспиноза сообщает комиссару, что тот подошёл к непреодолимому барьеру по имени «Власть» и скоро будет мёртв.
На следующий день ранним утром Каттани приводит в больницу к парализованному Фроло его дочь. Фроло понимает, кто перед ним, на его глазах появляются слёзы. И хотя сама девушка не знает, кто этот человек, она интуитивно что-то чувствует по отношению к нему и проявляет нежность. Затем она уезжает с людьми Каттани, а комиссар ещё некоторое время проводит рядом с Фроло. При выходе из больницы Каттани ощущает опасность, но идёт вперед, несмотря на то, что его окружают убийцы.
Каттани понимает, что смерть неминуема и, следуя наказу Фаэтти, не бежит, а, как и его друг, принимает смерть достойно и бесстрашно.
…Над изрешечённым пулями телом своего соратника и любимого Сильвия Конти даёт клятву никогда не прекращать борьбу, чего бы ей это не стоило, и добиться победы над убийцами Каттани и мафиозным спрутом, опутавшим Италию.

## Смерть главного героя
Данный мини-сериал явился поворотным в цикле «Спрут», поскольку в нём происходит гибель главного героя всех предыдущих мини-сериалов, приобретшего к тому времени колоссальную популярность и в Италии, и за рубежом. На гибели комиссара Каттани настаивали сценаристы сериала Сандро Петралья и Стефано Рулли, которые почувствовали, что «выжали» из Каттани всё, что было можно, и теперь возможности персонажа истощены. Их идею поддержал Микеле Плачидо, который не хотел срастаться с этим образом, несмотря на огромную популярность. Однако эта идея натолкнулась на резкое противодействие телекомпании RAI, которая не хотела терять столь любимого зрителями героя. «Спрут» к тому времени уже называли главным сериалом Европы, а комиссара Каттани — главным телегероем Европы. Но сценаристам, совместно с Плачидо, всё-таки удалось переубедить телевизионное начальство.
За две недели до выхода на экраны последней серии слухи о гибели Каттани просочились в прессу. В обществе возникло значительное волнение. Сценарист Сандро Петралья в интервью вспоминал, что ему пришлось более часа успокаивать по телефону пожилую даму, которая грозилась покончить с собой, если комиссара Каттани убьют в последней серии. Выход последней серии «Спрута-4» произвёл фурор, рейтинги серии были сравнимы с финалом Чемпионата мира по футболу, вся Италия оплакивала комиссара Каттани. После окончания сериала телекомпания RAI признала правоту сценаристов и выразила им особую благодарность.

## В ролях
| Актёр               | Роль                            |
| ------------------- | ------------------------------- |
| Микеле Плачидо      | комиссар Коррадо Каттани        |
| Патриция Милларде   | судья Сильвия Конти             |
| Ремо Джироне        | Гаетано (Тано) Каридди          |
| Симона Каваллари    | Эстер Рази                      |
| Клод Риш            | Филиппо Рази                    |
| Аличе ди Джузеппе   | Элис Ди Джузеппе Грета Антинари |
| Бруно Кремер        | Антонио Эспиноза                |
| Marcello Tusco      | "Пупарро"                       |
| Giampaolo Saccarola | Сальво                          |
| Адриано Паппалардо  | Сантуццо Сальери                |
| Марио Адорф         | Сальваторе Фроло ("Ачеддуццу")  |
| Альберто Джаминьяни | агент Маурицио Трэви            |
| Луиджи Ди Фиори     | агент Квадри                    |
| Томасо Бианко       | агент Джуньи                    |
| Тури Катанзаро      | агент Гонсалес                  |